# Curetes

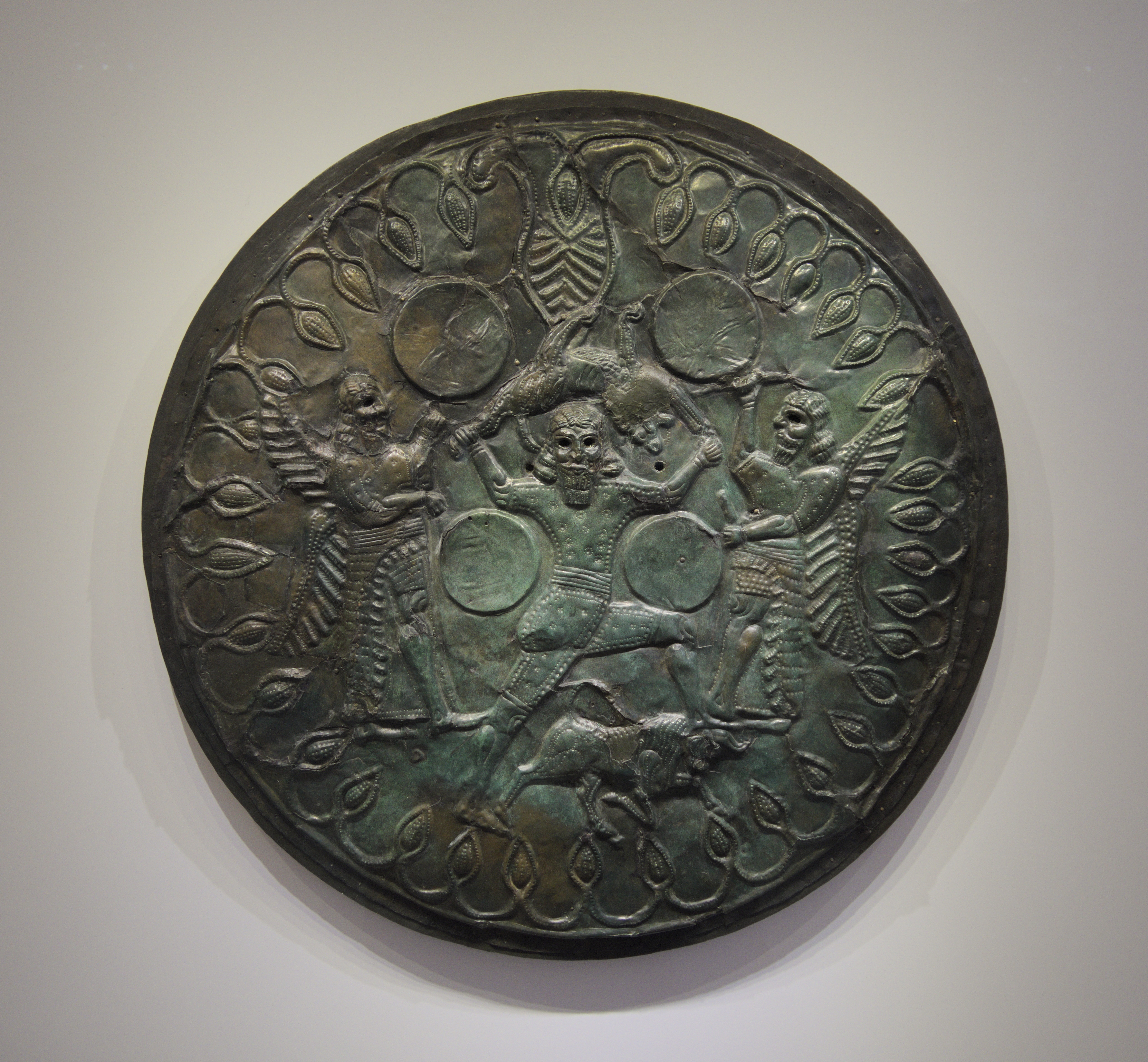
Los curetes tocan instrumentos mientras Zeus baila. Escudo votivo del hallado en la cueva del Ida. Museo Arqueológico de Heraclión.

En la mitología griega, los curetes (en griego antiguo, Κουρῆτες, Kourễtes) son una suerte de geniecillos, númenes o démones que tienen una participación secundaria en los mitos. Son seres antiguos y a menudo se asocian con la infancia de Zeus. Al menos se tiene la consideración de que «no sólo eran conocidos como servidores de los dioses, sino que también ellos mismos eran tenidos por dioses».
Son personajes oscuros y difusos, y ya las propias fuentes muchas veces los confunden con otras criaturas similares. Estrabón, por poner un ejemplo, nos cuenta como las diversas tradiciones no se ponen de acuerdo y así confunden e identifican entre ellas a las estirpes de curetes, coribantes, dáctilos y telquines.
El helenista francés Henri Jeanmaire señaló que los curetes, así como el Zeus cretense (llamado «el más grande kuros» en himnos cretenses), tenían una estrecha relación con el paso de los jóvenes a la edad adulta en algunas ciudades cretenses. Algunos dicen que los curetes del Ida, raza divina, fueron los primeros hombres en nacer, como autóctonos.
Tzetzes nos transmite la idea que tenían los propios cretenses de estos seres, a saber:
«Los curetes son aquellos que alimentaron a Zeus, unos espíritus de Creta, según los propios cretenses; se había apoderado de Europa de Fenicia en represalia por lo sucedido con Ío».

## Orígenes y naturaleza
Como sucede con este tipo de seres, no tienen una ascendencia bien establecida y cada autor varía su abolengo, aunque todos tienen en común que se trata de seres muy antiguos. Hesiquio, por ejemplo, define a Combe simplemente como la «madre de los curetes», y en otras fuentes es llamada Calcis, y se dice que pasaba por haber inventado las armas de bronce (de χαλκόν, kalkón, «bronce»), y sus hijos, los curetes, bailaban haciendo entrechocar sus armas, lanzas contra escudos. Ovidio alega que los curetes fueron engendrados por la lluvia y que uno de ellos, Celmis, fue metamorfoseado en adamanto por obra de Rea. O bien nacieron de un hermano de Urano, llamado Zeus, en su unión con una tal Idea, muchacha cretense. Tzetzes, a quien le gusta innovar, dice que Apolo fue padre de los curetes, unido a una ninfa, que denomina Dánae, Danáis o Danaide y también Crese.  Crese es el femenino gráfico de Cres, llamado rey de los curetes.  Para Hesíodo, sorprendentemente, de la unión entre una hija innominada de Foroneo y un tal Hecatero (que se enmienda por Doro), nacieron cinco hijas innominadas: «de las que nacieron las ninfas, diosas de las montañas; y la raza de los sátiros, inútiles e incapaces de trabajar; y los curetes, dioses juguetones y danzarines». El autor de la Forónida se refiere a los curetes ya como «flautistas», ya como «frigios», y otros escritores los llaman «hijos de la Tierra» y «portadores de broncíneos escudos». O incluso podrían ser hijos de Zeus y Hera.

## Variantes en las fuentes
Acaso la versión más extendida sobre los curetes es la que los vincula con el nacimiento de Zeus una cueva cretense. En esta versión los curetes son unos jóvenes y ruidosos danzarines de Creta, cuya labor es la de ocultar los llantos del bebé Zeus golpeando sus escudos con sus lanzas para impedir así que Crono pudiera encontrar a su hijo. Apolodoro así lo narra, aunque se basa en el texto de Calímaco, quien los llama coribantes.

### Estrabón
Estrabón nos habla de los curetes de Creta y el nacimiento de Zeus. Dice que en Creta no solo eran los cultos de estos dioses, sino particularmente los de Zeus, los que se celebraban con manifestaciones orgiásticas y con servidores comparables a los sátiros del culto de Dioniso. A estos ministros se les llamaba curetes; eran jóvenes que a la vez que danzaban ejecutaban ejercicios con sus armas, y se los relacionaba con el mito del nacimiento de Zeus. En este mito, en efecto, se presenta a Crono, con la costumbre de devorar a sus hijos inmediatamente después de su nacimiento, y a Rea, que se esfuerza por ocultar sus dolores de parto y mantener apartado al recién nacido tratando de salvar su vida por todos los medios, para lo cual recurre a la ayuda de los curetes, que con sus tambores y los ruidos de otros instrumentos semejantes y con la danza armada y el tumulto rodean a la diosa con la intención de aturdir a Crono y hurtarle al niño sin que se de cuenta. Y la tradición dice que luego fue criado por ellos con los mismos cuidados. Así, merecieron el nombre de «curetes», bien por su juventud y por el hecho de que prestaron aquel servicio cuando todavía eran kóroi («jovenes», «muchachos») bien por la misión de criar a Zeus koûros («criar a Zeus en su juventud»), como si fueran los sátiros de Zeus.

### Apolodoro
«Irritada por ello Rea se dirige a Creta, estando encinta de Zeus, la da a luz en una cueva de Dicte y se lo entrega a los curetes y a las ninfas Adrastea e Ida, hijas de Meliseo, para que lo críen. Éstas alimentaban al niño con la leche de Amaltea; los curetes, armados, custodiaban al niño en la cueva y golpeaban los escudos con las lanzas para que Crono no oyera su voz. Rea dio a Crono una piedra envuelta en pañales para que la tragase como si fuera el recién nacido».
Por orden de Hera, raptaron a Épafo:
«Finalmente, llegó a Egipto, donde, recuperada su forma primigenia, dio a luz un hijo, Épafo, junto al río Nilo. Hera pidió a los curetes que lo ocultaran y ellos así lo hicieron. Zeus al saberlo aniquiló a los curetes e Ío salió en busca de su hijo vagando por toda Siria».

### Arato
Y Arato, en su narración sobre catasterismos, ya se hace eco de esta variante:

«Las dos Osas (Osa Mayor y Menor) que están en tomo suyo corren a una; razón por la cual se les llama Carros. (...) Aquellas subieron al cielo desde Creta por voluntad del gran Zeus, pues siendo todavía niño lo ocultaron en la perfumada gruta del Dicte, no lejos del monte Ida, y lo alimentaron durante un año, cuando los curetes Dícteos engañaron a Crono. A una se le da el sobrenombre de Cinosura y a la otra el de Hélice».

### Opiano de Apamea
Opiano dice que los leones tienen su origen en los curetes como castigo infligido por Crono:

«Dediquemos al león el primer glorioso canto. Los curetes eran quienes nutrían al niño Zeus, el poderoso hijo de Cronos, cuando Rea ocultó su nacimiento y alejó al recién nacido de Cronos, su padre implacable, y lo escondió en los valles de Creta. Pero cuando el hijo de Urano contempló al robusto infante, transformó a los primeros ilustres guardianes de Zeus, y como castigo hizo a los curetes bestias salvajes; y desde que ellos, por voluntad del dios Cronos, cambiaron su forma humana y se convirtieron en leones, por don de Zeus, reinan poderosamente sobre las fieras montaraces y conducen bajo el yugo el terrible y veloz carro de Rea, aliviadora de los dolores del parto».

### Diodoro Sículo
De acuerdo a Diodoro Sículo, Idea fue la madre de los curetes en un mito alternativo solo registrado por él:
«Cuentan en el mito que Crono, que era hermano de Atlas y sobresalía en impiedad y ambición, desposó a su hermana Rea, de la cual nació Zeus, el después llamado Olímpico. Pero había existido también otro Zeus, el hermano de Urano, que reinaba en Creta, muy inferior en gloria al que nació después. Éste, pues, reinó en todo el cosmos pero el anterior, soberano de la citada isla, engendró diez hijos, los denominados curetes; llamó también, por su mujer, Idea a la isla, en la cual fue enterrado una vez fallecido, enseñándose hasta nuestros tiempos el lugar que recibió su tumba».

## Menciones ulteriores
Curete, como nombre individual, es el progenitor, unido con Titea, de los titanes, que recibieron su nombre en honor de la misma.  Los curetes también son una tribu legendaria, habitantes etolios de Pleurón.